# Elygea chalcogramma
Elygea chalcogramma là một loài bướm đêm trong họ Erebidae.